# Битва у Марсальи

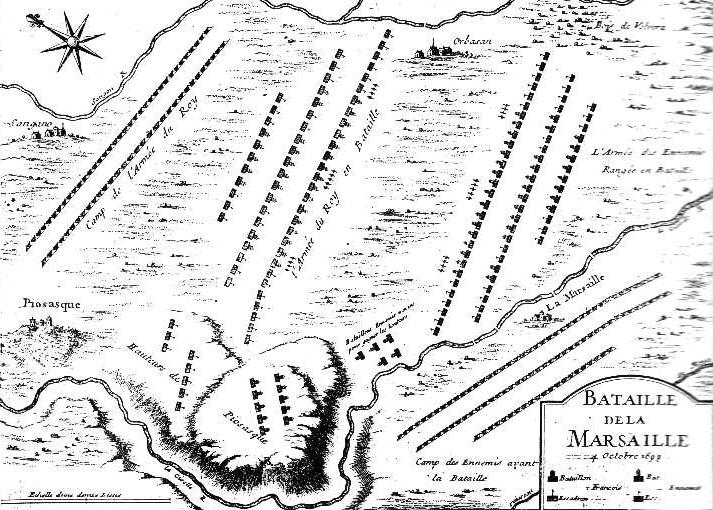
Схема битвы

Битва у Марсальи (фр. Bataille de La Marsaille) — сражение войны Аугсбургской лиги, состоявшееся 4 октября 1693 года у пьемонтской деревни Марсалия, близ Турина, на реке Кизоло между французской и имперской армиями. Закончилась победой французских войск.

## Предыстория
В начале войны Аугсбургской лиги военные действия в верхней Италии между французами и австро-сардинцами велись с переменным успехом. 20 сентября 1693 года армия союзников герцога Савойского Виктора-Амедея (44 батальона и 81 эскадрон, 31 орудие, всего 36 тысяч человек), начала осаду Пиньероля, обстреливая его до 1 октября, в то время как вспомогательный испанский отряд блокировал крепость Казале, где заперся небольшой французский гарнизон. Главнокомандующий французскими войсками в Италии маршал Катина, находившийся в Фенестрелле для прикрытия угрожаемых границ, 2 октября выступил из Фенестреллы и начал быстрое наступление к столице Савойи Турину со своими войсками (54 батальона и 80 эскадронов при 30 орудиях — всего порядка 45 тысяч человек).
Узнав об этом, герцог Савойский создал военный совет, на котором мнения разделились. Виктор-Амедей желал продолжить осаду и, дождавшись, пока французы спустятся с гор на туринскую равнину, атаковать их. Его кузен Евгений Савойский и большинство австрийских генералов предлагали снять осаду и выступить навстречу противнику, чтобы встретить того на удобной с точки зрения обороны позиции около Суз. Мнение герцога перевесило, и союзники энергичнее начали осаду Пиньероля.
Между тем французы, перейдя реку Сангоне при Орбассано, усиленными маршами приблизились к Турину. Только тогда и союзники тоже двинулись к Турину, заняв 3 октября позицию у деревни Марсалья между речками Бове и Кизоло, и ночью устроили несколько переправ через последнюю реку. Евгений Савойский советовал Виктору-Амедею занять возвышенность Пиозаско впереди позиции, чтобы тем самым прикрыть свой левый фланг, однако предложение принято не было.

## Ход сражения
Столкновение сторон произошло близ Марсалии 4 октября. Утром 4 октября пьемонтская армия перешла Кизоло и стала разворачиваться для предстоящего сражения, примыкая правым флангом к Вольверскому лесу, а левым, состоящим перед деревней Марсальи, к реке Кизоло. Войска были построены в 2 линии. Герцог Савойский и генерал Капрара командовали правым флангом, маркиз Леганес — левым, а центром, состоящим исключительно их пехоты — Евгений Савойский. Артиллерия расположилась в трех батареях перед фронтом. Первая линия за ночь успела огородить себя небольшими окопами.
Между тем Катина выступил из Орбассано. Французский генерал герцог Вандом, приходившийся кузеном Евгению Савойскому, командовал правым флангом французов. Заметив, что гора Пиозаско не занята противником, он немедленно послал туда 2 пехотные бригады. Только тогда герцог Савойский осознал свою ошибку и послал 7 пехотных батальонов для овладения этой высотой, но они прибыли туда слишком поздно и были отбиты неприятелем. Французы также построились в две линии: конница расположилась на флангах, пехота в середине, артиллерия была поставлена перед фронтом. Правым крылом кавалерии командовали генералы де Венс и Башвилье. Левым герцог Вандом, центром генералы Гогет и Грансе.
Французы начали сражение пушечной стрельбой с правого фланга, где находился сам маршал. Вскоре после этого их армия двинулась вперед. Правое крыло, занявшее гору Пиозаско, двинулось без выстрелов в штыковую атаку на левый фланг союзников, но отступило под огнём австрийской пехоты. Пьемонтская кавалерия не выдержала натиска французской конницы и была отброшена на свою вторую линию, которая вследствие новой атаки была приведена в полное смятение. Французская пехота кинулась на фронт, а кавалерия на фланги левого крыла союзников, что обратило его в бегство. Только в центре Евгений Савойский отразил три нападения неприятеля, следовавшие один за другим. После бегства левого крыла союзников французы напали на Евгения Савойского слева, но он, обратившись к ним фронтом, отбил атаку штыками. Наконец французские жандармы опрокинули конницу правого крыла и Принц Евгений с пехотой начал отступление к Турину, в ходе которого несколько раз останавливался для отбития атак.

## Результаты
Союзники потерпели поражение, их потери составили 5500 человек убитыми, большей частью немцами, которым французы не давали пощады, 2 тысячи ранеными и 2 тысячи пленных. Также, спасая армию, Евгений Савойский был вынужден оставить противнику 24 орудия. Потери французов — 3 тысячи человек убитыми и ранеными.
Разбитая армия союзников была собрана затем принцем Евгением в укрепленном лагере при Монкальери, к которому также присоединилось Пьемонтское ополчение. Катина освободил от осады крепость Казале, наложил контрибуцию на Пьемонт, снабдил Сузу и Пиньероль войсками и запасами разного рода и, перейдя обратно Альпы, направился к Безансону.
Битва при Марсальи характерна двумя примечательными моментами: во-первых, она была одним из первых в истории Европы примеров штыковой атаки (на тот момент применялись багинеты); во-вторых, первым появлением французского гусарского полка (незадолго до этого сформированного из дезертиров австрийской имперской армии).